# Австралийски бодлопер
Австралийските бодлопери (Enoplosus armatus) са вид актиноптери, единствен представител на семейство Enoplosidae.
Те са незастрашен вид.
Таксонът е описан за пръв път от Джон Уайт през 1790 година.